# Pinky na žíle Schweizer
Pinky na žíle Schweizer jsou nejrozsáhlejším souvisle zachovaným pásmem pinek a hald na území ČR o délce 2,5 km chráněným jako kulturní památka ČR.
Nachází se zde přes sto odvalů s trychtýřovými propady na místech původních těžních jam. Zdejší Schweizerova žíla byla po žíle Geschieber druhou nejvýnosnější žílou v Jáchymově. Do roku 1589 z ní bylo získáno třicet tun stříbra. Náležela k Cechu svatý Merten v Eliášském údolí.
Žíla Schweizer byla objevena v roce 1526 a pojmenována je po rýnském těžaři Georgu Schweizerovi. V prostoru u Nového Města, při silnici na Mariánskou, žíla vycházela na povrch. Podle Agricoly se zde našly valouny stříbra o váze kolem sta kilogramů a Johannes Mathesius popisuje dráty ryzího stříbra „jako brk silné a půl lokte (cca 15 cm) dlouhé“. Oba se shodují v tom, že stříbro šlo sekat motykou do hloubky asi 80–100 metrů. Samotná žíla ale klesá až do tří set metrů.
Každý důl (cech) v Jáchymovském revíru měl 128 kuksů (důlních podílů). Každý kuks měl hodnotu 1000 tolarů. A právě na Schweizerově žíle byl zaznamenán vůbec nejvyšší výnos z jednoho kuksu. Schweizer ze svých podílů na této žíle získal 40 000 zlatých zisku a těžař Merten Heidler dokonce 100 000 zlatých čistého zisku. Heidler měl ale podíly i na Červené žíle.
Žíla Schweizer nebyla bohatá pouze na stříbro, ale i na uran. Po zahájení výroby uranových barev v roce 1840 byl uran poprvé získáván právě z místních odvalů. Od roku 1843 byly proto haldy znovu překopány. V éře masivní těžby uranu na Jáchymovsku byla žíla Schweizer jednou z nejbohatších.